# Muscle fléchisseur ulnaire du carpe
Le muscle fléchisseur ulnaire du carpe (anciennement appelé muscle cubital antérieur) est un muscle large et épais de l'avant-bras et il en forme le relief médial. Il se situe dans le plan superficiel de la loge antébrachiale antérieure.

## Structure
Le muscle fléchisseur ulnaire du carpe est constitué de deux chefs : le chef huméral du muscle fléchisseur ulnaire du carpe et le chef ulnaire du muscle fléchisseur ulnaire (ou chef cubital du muscle cubital antérieur ou chef cubital du muscle cubital interne).

## Origine

### Chef huméral du muscle fléchisseur ulnaire du carpe
Le chef huméral du muscle fléchisseur ulnaire du carpe se fixe par l'intermédiaire du tendon commun des fléchisseurs à l'épicondyle médial de l'humérus.

### Chef ulnaire du muscle fléchisseur ulnaire du carpe
le chef ulnaire du muscle fléchisseur ulnaire du carpe se fixe sur le bord médial de l'olécrane, sur la face médiale du processus coronoïde de l'ulna et aux deux-tiers proximaux du bord postérieur de l'ulna.

## Trajet
Les deux chefs sont liés par une arcade fibreuse :  l'arcade d'Osborne. Les deux chefs fusionnent et le corps du muscle descend verticalement entourant le nerf et l'artère ulnaire.

## Terminaison
Le muscle fléchisseur ulnaire du carpe se termine sur le pisiforme et envoie des expansions à l'hamulus de l'os hamatum et à la face palmaire des bases des 4e et 5e métacarpiens.

## Innervation
Il est innervé par le nerf du muscle fléchisseur ulnaire du carpe, branche du nerf ulnaire qui passe directement sous la masse musculaire issu majoritairement des racines (C7)-C8-(T1).

## Action
Ce muscle est principalement fléchisseur et adducteur du poignet. On lui décrit aussi une légère supination du carpe.

## Galerie

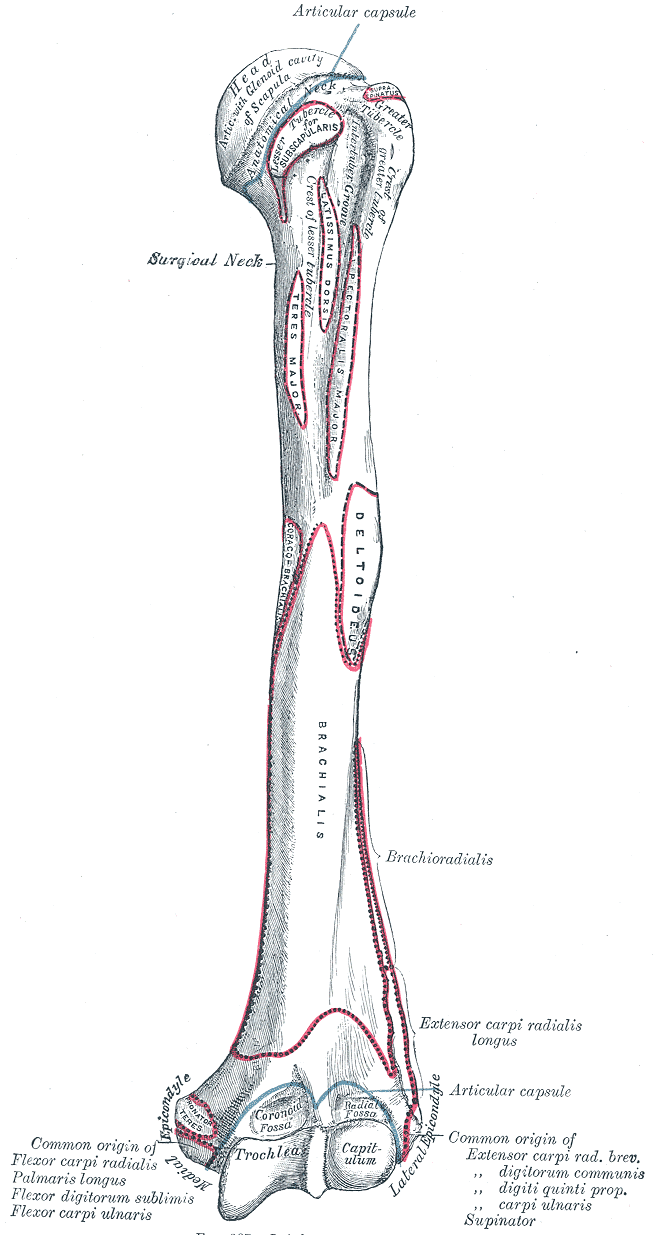
Insertion humérale du chef huméral du muscle fléchisseur ulnaire du carpe (flexor carpis ulnaris).
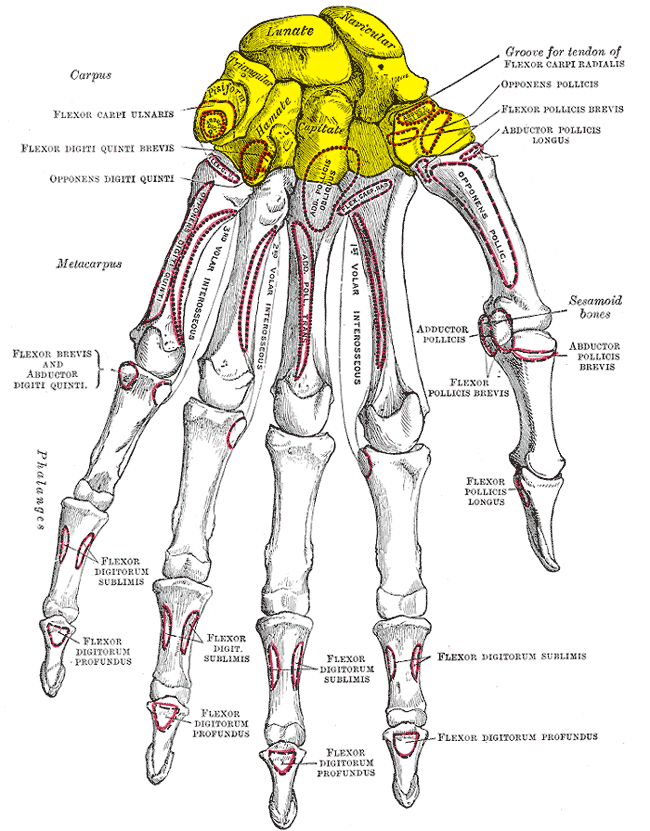
Insertions sur l'os pisiforme du muscle fléchisseur ulnaire du carpe (flexor carpis ulnaris).